# Cefalomanzia
La cefalomanzia (dal greco κεφαλή kephalḗ "testa" e μαντεία mantéia "divinazione") era una forma di divinazione che comportava la cottura di una testa di animale, attuata da varie culture antiche in apposite cerimonie. Talvolta è detta anche cefalonomanzia (con inserto di ὄνος ónos "asino").
L'uso era quello di porre sopra i carboni ardenti la testa dell'animale, pronunciando uno di seguito all'altro i nomi di coloro sui quali gravava il sospetto di un delitto; si osservava quindil'istante in cui le mascelle si avvicinavano con una leggera convulsione: il nome pronunciato in quel momento indicava il colpevole.

## Storia
I Germani usavano una testa d'asino, i Longobardi usavano una testa di capra. Martin Antoine Del Rio sospetta che questo genere di divinazione, che era in uso anche presso i Giudei, abbia dato luogo all'accusa che fu fatta loro di adorare un asino.